# Palazzo Pojana in contra' San Tomaso
Il Palazzo Pojana è un edificio situato in contra' San Tommaso a Vicenza.
Non va confuso col più celebre Palazzo Pojana costruito sul Corso da Andrea Palladio.

## Storia
Nel luogo dove sorge il palazzo, in contra' San Tommaso, Bonifacio Poiana aveva iniziato a costruire un edificio su un progetto palladiano (del 1555 circa) interrotto attorno al 1576 a causa della sua morte, e del quale sopravvive un solo intercolumnio, sulla sinistra del palazzo attuale.
Per quanto concerne il corpo principale del palazzo, risalente alla prima metà del Settecento, si fa riferimento a uno specifico disegno autografo (XIV, 105-86) ritrovato nell'archivio di Porlezza di Francesco Muttoni. Il disegno è uno dei pochissimi progetti firmati dal Muttoni. Si tratta di una proposta per il conte Alessandro Poiana, che in contra' S. Tommaso possedeva effettivamente un palazzo, costruito all'inizio del XVIII secolo, ornato al suo interno di una scala nobile, posta, come nel progetto muttoniano a sinistra dell'atrio nell'ingresso principale, tuttora esistente.